# Az Addams Family
Az Addams Family egy média-franchise. A cím eredetileg a Charles Addams által készített családra utalt, tagjai: Gomez Addams, Morticia Addams, Fester bácsi, Lurch, Grandmama, Wednesday Addams, Pugsley és Thing (A dolog). A szereplők a vámpírok és a vámpír-kultúra karikatúrái. A név később átalakult gyűjtőnévvé, hiszen 1964-ben a család megkapta első TV-sorozatát. 1973-ban rajzfilmsorozat is készült. Az Addams Family több különböző rajzfilmben is megjelent crossoverként vagy vendégszereplőkként. 1992-ben és 1998-ban két új rajzfilmsorozattal bővült a franchise. Három élőszereplős film is készült: az elsőt, az Addams Family – A galád családot 1991-ben mutatták be, ezt követte 1993-ban az Addams Family 2. – Egy kicsivel galádabb a család, majd 1998-ban az Addams Family 3. – Jobb együtt, mint darabokban. A család a popkultúra részévé vált az idők során. Több tévés sorozatban és rajzfilmsorozatban is parodizálták őket és/vagy utaltak rájuk. Videójátékok, musical és könyvek is készültek a franchise részeként. Az itthon "galád család" néven is ismert szereplők az Amerikai Egyesült Államokban reklámokban is szerepeltek.